# Ordem do Mérito Aeronáutico
A Ordem do Mérito Aeronáutico foi a primeira condecoração criada na Força Aérea Brasileira em 1943, semelhante à Ordem do Mérito Naval, da Marinha, e à Ordem do Mérito Militar, do Exército, que existiam desde 1934.

## História

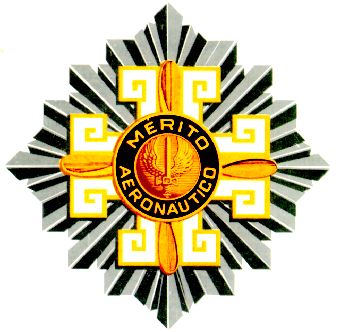
Grã-cruz da Ordem

A ideia da instituição da Ordem do Mérito Aeronáutico nasceu no Touring Clube do Brasil, que apresentou a sugestão de criação à Comissão Nacional de Comemorações no 30º Aniversário do Primeiro Voo de Santos-Dumont.
A intenção justamente foi criar uma comenda com vários graus e tipos de aplicações a exemplo da marinha e exército.
O projeto foi então encaminhado ao Congresso pelo deputado Demétrio Xavier e, no dia 1º de novembro de 1943, por meio do Decreto-Lei nº 5.961, a condecoração foi criada. Sua mais recente regulamentação data de 4 de maio de 2000.
É a mais alta distinção honorífica do Comando da Aeronáutica. Por isso, o dia 23 de outubro, Dia do Aviador e da Força Aérea Brasileira, é considerado como data oficial para a imposição desta relevante Comenda.
Essa regulamentação deu-se fato a necessidade de atualizar a forma de concessão da comenda alguns dispostos da Lei da sua criação que precisavam ser atualizados.

## Concessão
É destinada a premiar os militares da Aeronáutica que tenham prestado serviços relevantes ou notáveis ao País ou tenham se distinguido no exercício de sua profissão (distinção em serviço por presteza, educação e outros itens), assim como para reconhecer serviços prestados à Aeronáutica por personalidades civis e militares e por Organizações Militares e instituições civis, brasileiras ou estrangeiras (podendo ser concedida por decreto Presidencial).

## Graus
Pode ser concedida em cinco graus:
- Grã-Cruz (GCMA)
- Grande Oficial (GOMA)
- Comendador (ComMA)
- Oficial (OMA)
- Cavaleiro (CvMA)

Nomeados ou indicados por uma Comissão permanente da Aeronáutica por indicação de um oficial Brigadeiro ou Presidente da República. 